# Litauische Künstlervereinigung
Die Litauische Künstlervereinigung (lit.: Lietuvos dailininkų sąjunga) ist die Vereinigung der professionellen litauischen Künstler. Sie hat ihren Hauptsitz in Vilnius, wo sie mehrere Galerien betreibt.
Die Gründung erfolgte im Jahr 1935 in der damaligen litauischen Hauptstadt Kaunas.
Als Vertretung der Kunstschaffenden setzt sie sich für die Belange ihrer Mitglieder ein, zum Beispiel in Fragen des Urheberrechts und des Stipendienwesens. Darüber hinaus informiert sie ihre Mitglieder laufend über aktuelle Ausschreibungen und Wettbewerbe, insbesondere im Ausland.
Zu ihren Hauptaktivitäten gehört auch die Ausrichtung regelmäßiger Kunstausstellungen in ihren Galerien. Außer in Vilnius und Kaunas (Meno parkas) verfügt sie noch über Galerien in den litauischen Städten Panevėžys und Klaipėda. Ferner ist die Litauische Künstlervereinigung an der Organisation verschiedener Kulturveranstaltungen beteiligt, wie zum Beispiel der Textilkunst-Biennale Kaunas.